# Born Crain
Born Crain, artiestennaam van Born Meirlaen (Gent, 15 juli 1980) is een Belgische Singer-songwriter, producer en radiopresentator.

## Muziekcarrière

### Debuut
Crain maakte zijn debuut in de zangwedstrijd Idool 2004, waarin hij vijfde eindigde. Enkele maanden later ondertekende hij een platencontract bij ARS Entertainment, later Universal.
Zijn platendebuut maakte hij bij de gelegenheidsformatie Artiesten voor Tsunami 12-12 met "Geef een teken", dat in januari/februari 2005 vijf weken lang op nummer één stond in de Vlaamse Ultratop 50.
Als solo artiest bracht hij in 2005 zijn eerste single ‘Fools Rush In’ uit, meteen opgepikt door alle nationale radiozenders en goed voor een top 5 in de hitparade.

### Artiestennaam
Oorspronkelijk droeg Born Crain de artiestennaam Born, maar omdat een Nederlandse zanger die al had en hiertegen protesteerde, werd het ReBorn. In 2008 werd ook daarvan af gestapt omwille van zijn succes in Japan, waar het prefix -re een te goddelijke bijklank heeft.

### Erkenning
Born Crain zorgde met zijn Don't ever go voor de titelsong van het tweede seizoen van de Vlaamse televisieserie Aspe. In februari 2007 mocht Crain een ZAMU Award in ontvangst nemen. In oktober werd hij, samen met Tess Goossens, derde in Just the Two of Us, een zangwedstrijd op de Vlaamse zender VTM. Eind januari 2008 ontving hij de European Border Breakers Award voor zijn debuutalbum Fools Rush In. Dat album ging in België meer dan 15.000 keer over de toonbank, goed voor een gouden plaat. In Japan werden er meer dan 50.000 exemplaren van verkocht en stond Walking in the Sun enkele maanden in de hitparades, met een tweede plaats als hoogste notering.

### Productie
Born begon zijn professionele carrière als geluidstechnicus in de legendarische La Chapelle Studio’s. Naast zijn werk als artiest en radiopresentator blijft hij actief als producer en songschrijver.
Sinds 2011 legt hij zich ook toe op het componeren van muziek voor film en reclame. Zo verzorgde hij onder meer de soundtrack van The Unwanted en de muziek bij spots van onder andere Brico, Telenet, Douwe Egberts, Colmar en Acerta

## Discografie

### Albums
| Album met hitnotering(en) in de Vlaamse Ultratop 200 albums | Datum van verschijnen | Datum van binnenkomst | Hoogste positie | Aantal weken | Opmerkingen |
| ----------------------------------------------------------- | --------------------- | --------------------- | --------------- | ------------ | ----------- |
| Fools rush in                                               | 20-10-2006            | 28-10-2006            | 10              | 25           | als ReBorn  |
| The pleasure of your company                                | 22-08-2008            | 06-09-2008            | 30              | 5            |             |
| Born in the USA                                             | 22-06-2012            | 30-06-2012            | 17              | 4            |             |
| Identity                                                    | 27-09-2013            | 05-10-2013            | 142             | 4            |             |

### Singles
| Single met hitnotering(en) in de Vlaamse Ultratop 50 | Datum van verschijnen | Datum van binnenkomst | Hoogste positie | Aantal weken | Opmerkingen                           |
| ---------------------------------------------------- | --------------------- | --------------------- | --------------- | ------------ | ------------------------------------- |
| Fools rush in                                        | 06-01-2006            | 21-01-2006            | 10              | 9            | als Born                              |
| Good times                                           | 28-04-2006            | 27-05-2006            | 35              | 2            | als ReBorn                            |
| Don't ever go                                        | 14-09-2006            | 30-09-2006            | 5               | 19           | als ReBorn / Titelsong Aspe seizoen 2 |
| Walking in the sun                                   | 2007                  | 17-02-2007            | 11              | 3            | als ReBorn                            |
| 4 letter word                                        | 11-04-2008            | 26-04-2008            | tip7            | -            |                                       |
| Tonight                                              | 11-07-2008            | 26-07-2008            | tip10           | -            | Nr. 15 in de Radio 2 Top 30           |
| Falling from heaven                                  | 2008                  | 06-12-2008            | tip21           | -            | Nr. 24 in de Radio 2 Top 30           |
| Tell the world                                       | 25-01-2010            | 20-02-2010            | tip15           | -            |                                       |
| This is me                                           | 04-10-2010            | 16-10-2010            | tip37           | -            |                                       |
| John Travolta                                        | 2011                  | 05-02-2011            | tip30           | -            |                                       |
| Outer space                                          | 25-02-2013            | 23-03-2013            | tip14           |              | Nr. 24 in de Radio 2 Top 30           |

## Radiocarrière
Born Crain kreeg in september 2013 samen met Arne Vanhaecke een vaste rubriek in het toenmalige ochtendprogramma van radiozender Qmusic, waarin het duo als The Musical Brothers wekelijks een musicalmedley over de actualiteit maakte. Vanaf februari 2015 kregen ze met De Hitdokter hun eigen programma, dat in september 2015 voortging onder de titel De Zesde Dag. Vanaf september 2016 presenteerde hij er nog een jaartje solo op zondagavond, om vanaf juli 2017 over te stappen naar zusterzender Joe. Daar vormde hij sindsdien een duo met Ann Van Elsen om in de vakantieperioden het ochtendprogramma te presenteren, en kreeg hij een eigen radioprogramma op zondagnamiddag. Vanaf 2020 werd Born de stem en boegbeeld van Best Of Belgium in het weekend, een programma dat enkel Belgische artiesten en producties brengt.
Verder maakt Born ook nog wekelijks items voor radioprogramma’s op Qmusic (oa. Gratis Reclame en Hoe Zal Ik Het Zingen) en Radio 2 (De Weekwatchers).